# Ted Stevens
Theodore Fulton (Ted) Stevens (Indianapolis (Indiana), 18 november 1923 – in de buurt van Dillingham (Alaska), 9 augustus 2010) was een Amerikaans politicus van de Republikeinse Partij. Hij was senator voor Alaska van 1968 tot 2009. 

## Levensloop
Stevens werd geboren als de derde van vier kinderen. Op zesjarige leeftijd gingen zijn ouders uit elkaar. Hij trok in bij de grootouders van zijn vaders kant. Later zou zijn vader zich daar ook vestigen. Toen Stevens vijftien was overleed zijn vader aan kanker. Stevens ging bij een tante wonen in Californië.
Nadat hij in 1942 de middelbare school had afgerond, ging hij studeren aan de Oregon State University. Inmiddels waren de Verenigde Staten betrokken geraakt bij de Tweede Wereldoorlog en Stevens meldde zich aan bij het Army Air Corps Air Cadet. In 1944 behaalde hij zijn ‘wings; Stevens vloog in Zuidoost-Azië op een transportvliegtuig bij het 14e Luchtmachtkorps. Dit deed hij van 1943 tot 1946,
Na de oorlog meldde Stevens zich aan bij de University of California in Los Angeles, waar hij een bachelor behaalde in politicologie. Hij vervolgde zijn studie aan Harvard Law School.
Nadat hij was afgestudeerd in 1950, trok hij naar Washington D.C. waar hij ging werken voor een advocatenkantoor. In 1952 trouwde Stevens met Ann Mary Chenington. In december 1979 overleefde Stevens een ongeluk met een Learjet. Vijf andere inzittenden, waaronder zijn vrouw Ann, zouden wel omkomen bij vliegtuigongeluk. Het vliegveld waar het ongeluk plaatsvond zou later de naam Ted Stevens Anchorage International Airport krijgen. Stevens zou later hertrouwen. Uit zijn eerste huwelijk heeft hij drie kinderen. Met zijn tweede vrouw Catherine zou hij nog een dochter krijgen. Op maandag 9 augustus 2010 kwam hij in Alaska om het leven toen het vliegtuig waar hij in zat neerstortte.

## Politieke carrière
In 1952 raakte Stevens betrokken bij de campagne voor het presidentschap van Dwight D. Eisenhower, waarin hij voorstellen schreef over land- en waterrecht.
Na de campagne verhuisde Stevens naar Fairbanks, Alaska, om daar te werken voor een advocatenkantoor. Daar stelde hij zich al snel verkiesbaar als Officier van justitie en werd in 1954 benoemd door de Amerikaanse senaat.
In 1956 kwam Stevens te werken in Washington D.C. als assistant van de Minister van Ruimtelijke Ordening. Daarna werd hij door president Dwight D. Eisenhower benoemd als huisadvocaat van het ministerie van Ruimtelijke Ordening.
Na zijn terugkeer naar Alaska in 1964 werd hij gekozen als lid van het Huis van Afgevaardigden van die staat. In zijn tweede termijn klom hij op als meerderheidsleider.
In 1968 stelde Stevens zich verkiesbaar voor de Senaat, maar verloor de voorverkiezingen. Maar na de dood van Bob Bartlett, de zittende Democratische senator, in datzelfde jaar, werd Stevens toch benoemd door de gouverneur van Alaska. Sindsdien is hij zeven maal herkozen, waarbij hij nooit minder dan 67% van de stemmen ontving.
Op 13 april 2007 werd Stevens onderscheiden als de langstzittende senator van Republikeinse afkomst in de Amerikaanse geschiedenis.
Stevens werd in oktober 2008 schuldig bevonden aan corruptie. Daardoor verloor hij de verkiezingen voor de nieuwe Senaat op 4 november 2008 nipt van de Democraat Mark Begich. Het ministerie van justitie besloot echter de beschuldigingen in te trekken na het bekend worden van nalatendheid van de kant van de openbare aanklager en nadat de openbare aanklager en zijn team van advocaten van "minachting van het hof" werden beschuldigd. Zijn termijn - en daarmee periode in de Senaat - liep op 3 januari 2009 af.

## Standpunten
Stevens stond bekend als pro-life, hoewel hij wel onderzoek naar stamcellen op menselijke embryo’s steunde. Aanvankelijk stond hij ook sceptisch ten opzichte van de wereldwijde opwarming van de aarde, maar sinds het begin van 2007 leek zijn opstelling te veranderen.
In 2006 besloot de senaat niet naar olie te boren in een natuurreservaat in Alaska. De afwijzing werd als een klap in het gezicht ervaren door Stevens, die al sinds 1980 vocht voor openstelling van het Arctic National Wildlife Refuge. Van de 10 miljard dollar die de oliebedrijven voor de boringen hadden moeten neertellen, zou de helft naar Alaska gaan, de andere helft naar Washington.
- Gemeinsame Normdatei: 143870076
- International Standard Name Identifier: 0000 0000 2228 5482
- Library of Congress Control Number: n82107663
- National Archives and Records Administration: 10568076
- Nationale Bibliotheek van Israël: 987007271177805171
- SNAC: w6st7nth
- Biographical Directory of the United States Congress: S000888
- Virtual International Authority File: 11195348
- WorldCat: E39PBJk4CkMryp9Hp4J8TRhmBP